# Nastri d'argento 1997
Els Nastri d'argento 1997 foren la 52a edició de l'entrega dels premis Nastro d'Argento (Cinta de plata) que va tenir lloc el 1997.

## Guanyadors

### Nastro d'argento especial
- Marcello Mastroianni com a protagonista del cinema mundial

### Millor director
- Maurizio Nichetti - Luna e l'altra
- Sergio Citti - I magi randagi
- Bernardo Bertolucci - Bellesa robada (Stealing Beauty)
- Peter Del Monte - Compagna di viaggio
- Carlo Lizzani - Celluloide

### Millor director novell
- Roberto Cimpanelli - Un inverno freddo freddo
- Anna Di Francisca - La bruttina stagionata
- Ugo Chiti - Albergo Roma
- Massimo Spano - Marciando nel buio
- Fulvio Ottaviano - Cresceranno i carciofi a Mimongo

### Millor productor
- Antonio Avati, Pupi Avati i Aurelio De Laurentiis - Festival
- Laurentina Guidotti i Francesco Ranieri Martinotti - Cresceranno i carciofi a Mimongo
- Maurizio Tini - La mia generazione
- Francesco Torelli - I magi randagi

### Millor argument
- Sergio Citti - I magi randagi
- Paolo Virzì - Ferie d'agosto
- Marco Ferreri - Nitrato d'argento
- Ugo Chiti - Albergo Roma
- Antonio Capuano - Pianese Nunzio, 14 anni a maggio

### Millor guió
- Giovanni Veronesi i Leonardo Pieraccioni - Il ciclone
- Antonio Capuano - Pianese Nunzio, 14 anni a maggio
- David Grieco, Michele Salimbeni i Sergio Citti - I magi randagi
- Gloria Malatesta, Claudia Sbarigia i Peter Del Monte - Compagna di viaggio
- Paolo Virzì i Francesco Bruni - Ferie d'agosto

### Millor actor protagonista
- Leonardo Pieraccioni - Il ciclone
- Silvio Orlando - Ferie d'agosto
- Antonio Albanese - Vesna va veloce
- Massimo Boldi - Festival
- Claudio Amendola - La mia generazione

### Millor actriu protagonista
- Virna Lisi - Va' dove ti porta il cuore
- Iaia Forte - Luna e l'altra
- Valeria Bruni Tedeschi - Les gens normaux n'ont rien d'exceptionnel
- Asia Argento - Compagna di viaggio
- Sabrina Ferilli - Ferie d'agosto

### Millor actriu no protagonista
- Lucia Poli - Albergo Roma
- Alessia Fugardi - La lupa
- Chiara Noschese - Bruno aspetta in macchina
- Barbara Enrichi - Il ciclone
- Galatea Ranzi - Va' dove ti porta il cuore

### Millor actor no protagonista
- Gianni Cavina - Festival
- Piero Natoli - Ferie d'agosto
- Massimo Ceccherini - Il ciclone
- Massimo Popolizio - Le affinità elettive
- Aurelio Fierro - Luna e l'altra

### Millor banda sonora
- Paolo Conte - La freccia azzurra
- Pino Donaggio - L'arcano incantatore
- Almamegretta - Pianese Nunzio, 14 anni a maggio
- Carlo Crivelli - Le affinità elettive
- Lele Marchitelli - Sono pazzo di Iris Blond

### Millor fotografia
- Carlo Di Palma - Poderosa Afrodita (Mighty Aphrodite)
- Giuseppe Lanci - Le affinità elettive
- Blasco Giurato - Albergo Roma
- Franco Piavoli - Voci nel tempo
- Dante Spinotti - Heat (Heat)

### Millor vestuari
- Franca Squarciapino - Le hussard sur le toit
- Gino Persico - Ninfa plebea
- Danilo Donati - I magi randagi
- Lina Nerli Taviani - Le affinità elettive
- Luciano Sagoni - Celluloide

### Millor escenografia
- Dante Ferretti - Casinò (Casino)
- Luciano Sagoni - Celluloide
- Gianni Sbarra - Le affinità elettive
- Paolo Innocenzi - La lupa
- Beatrice Scarpato - La bruttina stagionata

### Millor doblatge femení i masculí
- Gigi Proietti - per la veu de Robert De Niro a Casinò (Casino)
- Aurora Cancian - per la veue de Brenda Blethyn a Secrets i mentides (Secrets & Lies)

### Millor curtmetratge
- Scorpioni d'Ago Panini

### Millor productor de curtmetratge
- Bernadette Carranza i Paola Lucisano de Film Trust Italia

### Nastro d'argento especial a la pel·lícula d’animació de producció italiana
- La freccia azzurra

### Mencions especials
- al curtmetratge Punti di vista de César Meneghetti i Elisabetta Pandimiglio
- a la Libera Università del Cinema de Sofia Scandurra

### Millor pel·lícula estrangera
- Mike Leigh - Secrets i mentides (Secrets & Lies)
- Richard Loncraine - Ricard III (Richard III)
- Alan Parker - Evita
- Claude Sautet - Nelly et Monsieur Arnaud
- Martin Scorsese - Casinò (Casino)

### Nastro d'Argento europeu
- Alan Parker - Evita
- Claude Sautet - Nelly et Monsieur Arnaud
- Danny Boyle - Trainspotting
- Lars von Trier - Breaking the Waves
- Michael Winterbottom – Jude